# Le Combattant européen
Le Combattant européen est une revue collaborationniste française créée par Marc Augier en 1942 comme organe de la LVF.
Le titre a été repris en 1946 par René Binet.